# Xunqueira de Ambía
Xunqueira de Ambía – gmina w Hiszpanii, w prowincji Ourense, w Galicji, o powierzchni 60,21 km². W 2011 roku gmina liczyła 1649 mieszkańców.